# Cannoni a Batasi
Cannoni a Batasi (Guns at Batasi) è un film del 1964 diretto da John Guillermin.
La pellicola è basata sul libro The Siege of Battersea di Robert Holles.

## Trama
In un paese africano, ex possedimento coloniale inglese, l'esercito locale viene ancora addestrato dalla comunità di ufficiali inglesi presenti, ma un tentativo di colpo di stato da parte di alcuni ufficiali africani viene osteggiato da un ferreo maresciallo istruttore britannico, che non vuole lasciare le proprie munizioni e armi ai soldati africani dalle intenzioni poco amichevoli nei confronti degli inglesi.

## Critica
Film britannico di genere bellico con un buon cast in cui spiccano Richard Attenborough e una giovanissima Mia Farrow. Ambientazione accurata e buon ritmo per un film “onestamente” razzista e cinico al punto giusto. Seppur onesto nella sua messa in scena, risulta tanto interessante quanto datato.